# Li Dan
Li Dan (em chinês:  李 丹; Cantão, 19 de setembro de 1988) é uma ginasta chinesa que compete em provas de trampolim, medalhista olímpica nos Jogos do Rio de Janeiro em 2016.

## Carreira
Li começou a praticar no trampolim acrobático em 1999 com o objetivo de melhorar suas técnicas na ginástica artística e nos saltos ornamentais. Possui sete medalhas de ouro em Campeonatos Mundiais, incluindo vitórias na prova olímpica individual em 2010, em Metz, França, e em 2015, em Odense, na Dinamarca.
Disputou sua primeira edição de Jogos Olímpicos no Rio de Janeiro, em 2016, conquistando a medalha de bronze na prova individual feminina com 55,885 pontos na final, atrás da canadense Rosie MacLennan (ouro com 56,465 pontos) e da britânica Bryony Page (prata com 56,040). Após as Olimpíadas deu uma pausa nas competições para se casar e ter um filho, retornando a seleção chinesa de trampolim em 2018.